# Marina Sidorovová
Marina Sidorovová (rusky Марина Григорьевна Сидорова-Никифорова) (* 16. ledna 1950) je bývalá sovětská atletka, sprinterka.

## Kariéra
V roce 1972 startovala na olympiádě v Mnichově v běhu na 200 metrů, kde postoupila do semifinále a byla členkou sovětské štafety na 4 × 100 metrů, která skončila pátá. Její největší úspěch byl titul halové mistryně Evropy v běhu na 400 metrů v roce 1978.
Se sovětskou sprinterskou štafetou získala bronzovou medaili na mistrovství Evropy v roce 1971.